# الکساندرا، بخش کلاباک
الکساندرا، بخش کلاباک (به لاتین: Aleksandrów, Kłobuck County) یک منطقهٔ مسکونی در لهستان است که در Gmina Panki واقع شده‌است.

## خصوصیات
الکساندرا ۱۳۶ نفر جمعیت دارد.